# Schlacht an der Larga
Aspindza – Nauplia – Orlow-Revolte – Çeşme – Larga – Cahul – Beirut – Patras – Kosludscha – Kertsch

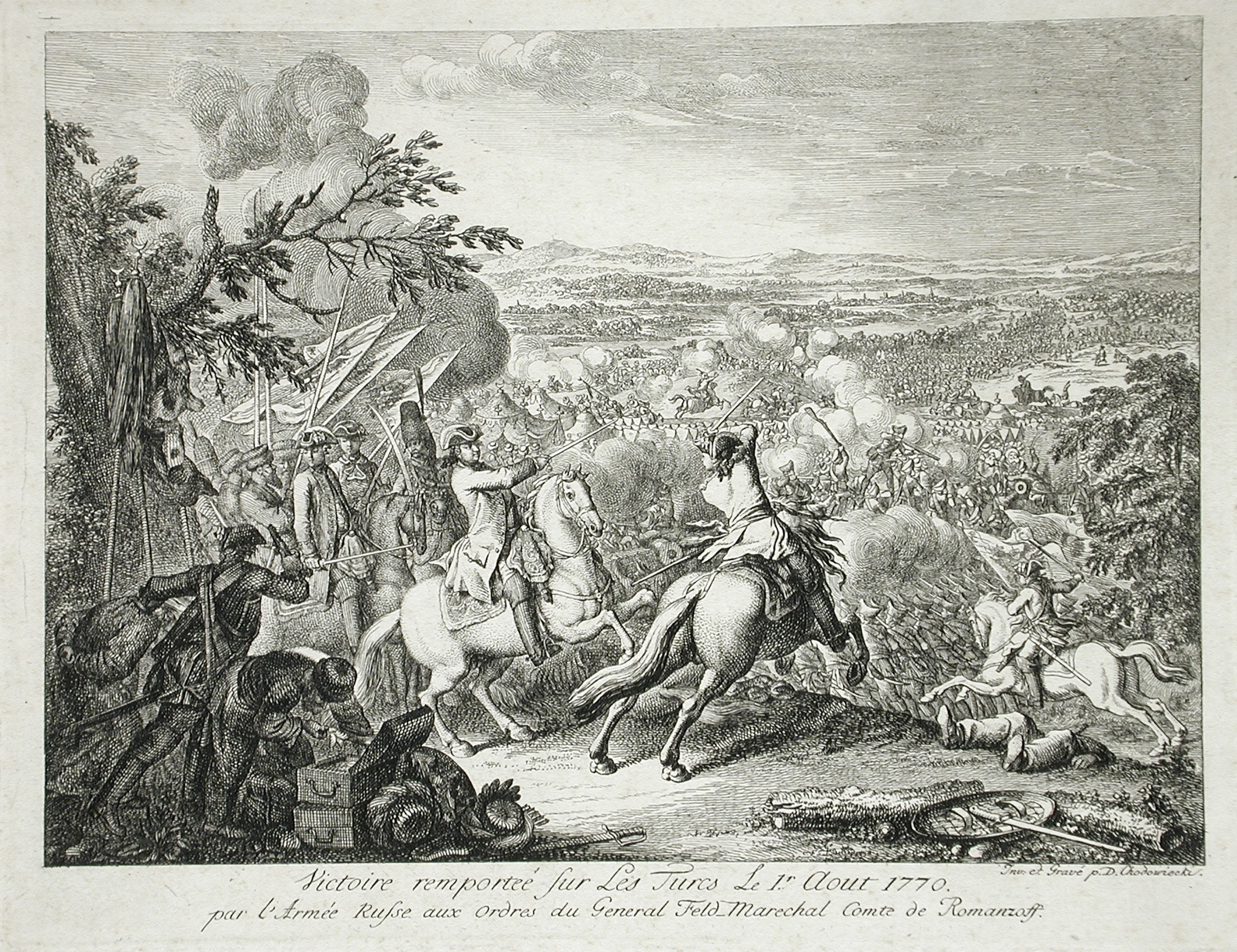
Rumjanzjew's Sieg über die Türken, Radierung von Daniel Chodowiecki

Die Schlacht an der Larga ereignete sich am 7. Julijul. / 18. Juli 1770greg. und war Teil des Russisch-Türkischen Krieges (1768–1774). Die Schlacht fand etwa eine Woche vor der bedeutenden Schlacht von Cahul statt.

## Vorgeschichte
Im Frühling 1770 ging die osmanische Armee in die Offensive und drängte dabei die russische Armee aus dem heutigen Gebiet der Republik Moldau zurück. Daraufhin versuchte eine weitere russische Armee unter Pjotr Rumjanzew den Vormarsch der Osmanen aufzuhalten. Schließlich traf die russische Armee am Fluss Larga auf das osmanische Kontingent unter Qaplan II. Giray. Die russische Armee war ungefähr 40.000 Mann, die osmanische ca. 60.000 Mann stark.

## Verlauf
Trotz der zahlenmäßigen Unterlegenheit entschlossen sich die Russen zum Angriff auf die Osmanen, welche sich eingegraben hatten. Nach acht Stunden wurden die schlechter ausgerüsteten und taktisch weniger fortgeschrittenen osmanischen und tatarischen Verbände in die Flucht getrieben. Möglicherweise ereignete sich gleichzeitig die Seeschlacht von Çeşme, in der die osmanische Flotte ebenfalls eine Niederlage erlitt.

## Folgen
Die osmanische Armee hatte 3000 Mann an Verlusten, die russische nach eigenen Angaben lediglich 30. Nach diesem Sieg konnte sich die russische Armee mit weiteren russischen Verbänden, die zuvor abgeschnitten waren, vereinigen. Daraufhin kam es am 21. Juli zur Schlacht von Cahul.